# Aysenoides colecole
Aysenoides colecole là một loài nhện trong họ Anyphaenidae.
Loài này thuộc chi Aysenoides. Aysenoides colecole được M. J. Ramírez miêu tả năm 2003.